# Virtuelni privatni server
Virtualni privatni server (VPS) je jedna od mnogih virtualnih mašina koje se pokreću na jednom računaru. Obično ih koriste Internet hosting servisi. Iako VPS pokreće softver na istom fizičkom računaru kao i druge korisničke virtualne mašine, on je u mnogim aspektima funkcionalnosti isti kao i odvojeni fizički računar. VPS je posvećen individualnim korisničkim potrebama, ima privatnost odvojenog fizičkog računara i može biti konfigurisan da pokreće serverski softver.

### Virtualizcija
Koncept iza servera virtualizacije je specifičan primer istog koncepta koji je vodio razvoju time-sharinga (deljenje vremena) i multiprogramiranja. Generalno, klijentski korisnici nastoje da traže kompjuterske resurse po trenutnoj modi, zahtevajući što brže odgovore na zahteve, ali onda provode dosta vremena bez ikakve aktivnosti dok ispituju rezultate. Tokom ovih neaktivnih perioda, kompjuterski resursi mogu biti iskorišćeni da obrađuju zahteve drugih klijenata. Ovaj model doprinosi efikasnijem korišćenju kompjuterskih resursa, smanjujući vreme neaktivnosti sistema, bez obzira na korisničke navike. Takođe, dopušta korisnicima da dele resurse, čuvaju fajlove na hard disku ili koriste štampač.
Virtualizacija proširuje osnovni koncept kompjutera kao celine. U tradicionalnom modelu, operativni sistem deli pristup resursima, ali još uvek je tu samo jedna mašina koja se deli. U virtualnom serverskom modelu, umesto toga, virtualizacioni softver stvara iluziju više od jednog računara, hard diska, štampača itd. Iako su resursi još uvek deljeni, kao i kod time-sharing modela, virtualizacija obezbeđuje viši nivo sigurnosti kao i individualni virtualni serveri izolovani jedni od drugih. Svaki virtualni server može da pokreće svoj potpuno razvijeni operativni sistem i može biti restartovan nezavisno. Ovo je važno jer dozvoljava da se razni poslovi izvršavaju pomoću nasleđenih aplikacija na starijim verzijama operativnih sistema, na istom serveru kao i novije aplikacije.
Deljenje jednog servera, tako da se tretira kao više servera je dugo bila praksa na mejnfrejm računarima i mid-range računarima, kao što je IBM AS/400. To je postalo zastupljenije sa razvojem virtualizacionog softvera i tehnologija za mikroračunare.
Fizički server obično pokreće hipervizor, koji ima zadatak da kreira, oslobađa i upravlja resursima „gostujućeg“ operativnog sistema ili virtualnim mašinama. Ovi operativni sitemi su alocirani da dele resurse fizičkog servera, obično na način na koji gost nije svestan ijednog drugog fizičkog resursa osim onih alociranih od strane hipervizora.
Gostujući sistem može biti potpuno virtualizovan, paravirtualizovan ili kombinacija to dvoje (hibrid).
U potpuno virtualizovanom okruženju, gost je prikazan emulacijom ili virtualizacionim skupom hardvera i nije svestan da ovaj hardver nije striktno fizički. U ovom slučaju, hipervizor mora da prevede, mapira i konvertuje zahteve gostujućeg sistema u odgovarajuće izvorne zahteve na hostu, što rezultuje značajnim gubicima. Skoro svi sistemi mogu biti virtualizovani korišćenjem ovog metoda, jer ne zahteva modifikaciju operativnog sistema. Kako god, virtualizacija koju podržava CPU je neophodna za većinu hipervizora koji izvode potpunu virtualizaciju.
U paravirtualizovanom okruženju, gost je svestan hipervizora i spaja se direktno sa sistemskim resursima hosta. U ovom okruženju, hipervizor implementira kontrolu pristupa u realnom vremenu i alokaciju resursa. Ovo rezultuje gotovo prirodnim izvršavanjem, jer gost vidi isti hardver kao i host, i na taj način prirodno komunicira sa njim. UNIX-like sistemi, kao što je Linux, neke varijante BSD-a, Plan 9 i OpenSolaris-a trenutno podržavaju ovaj metod virtualizacije. Kako god, instaliranje operativnih sistema kao paravirtualizovanih gostiju zahteva više znanja o operativnim sistemima kako bi oni koristili specijalna jezgra i uređaje.
Neki primeri paravirtualizovano-sposobnih hipervizora su Xen, Virtuozzo, Vserver i OpenVZ (koji je open source i razvojna verzija Parallels Virtuozzo Containers).
Hibridna paravirtualizacija (delimična paravirtualizacija) je potpuna virtualizacija, ali u njoj gost koristi paravirtualizovane drajvere za ključne komponente kao što su mreža i U/I. Ovo rezultuje značajnim poboljšanjem U/I performansi. Zbog toga, ovo je često rešenje za operativne sisteme koji ne mogu biti modifikovani (iz više razloga) da podrže paravirtualizaciju.
Kako VPS pokreće svoju kopiju operativnog sistema, korisnici imaju superuser-level pristupa toj instanci operativnog sistema i mogu da instaliraju skoro svaki softver koji se pokreće na tom OS-u. Neki softver ne radi dobro u virtualizovanom okruženju, kao što su sami virtualizatori. Neki VPS provajderi postavljaju dalja ograničenja, ali ona su generalno slaba u poređenju sa onima u deljenim hosting okruženjima. Zbog broja virtualizovanih klijenata koji se obično pokreću na jednoj mašini, VPS generalno ima ograničeno procesorsko vreme, RAM memoriju i prostor na disku

### Hosting
Broj kompanija koje nude virtualni privatni server hosting ili virtualni namenski server hosting kao proširenje za Veb hosting servise, sve više raste. Postoji nekoliko pitanja koja treba razmotriti kada se licencira zaštićeni softver u više-vlasničkom virtualnom okruženju.
Hosting bez upravljanja je prepušten korisniku da sam održava svoj server.
Hosting bez merenja protoka generalno nudi neograničenu količinu podataka koja se prenosi linijama fiksiranog opsega. Obično, ovaj hosting nudi brzine od 10 Mbit/s, 100 Mbit/s ili 1000 Mbit/s (čak i do 10Gbit/s). Ovo znači da korisnik teoretski može da koristi 3.33~ TB na 10 Mbit/s, 33~ TB na 100 Mbit/s i 333~ TB na 1000 Mbit/s podataka mesečno (iako su u praksi ove vrednosti dosta manje).

### Cloud server
VPS koji je dinamički (mada, to može biti promenjeno tokom izvršavanja), često se naziva cloud serverom. Ključni argumenti za ovo su:
- dodatni hardverski resursi se mogu dodati tokom izvršavanja (CPU, RAM)
- server može biti premešten na drugi hardver dok je aktivan

Nekada se naziva i Virtualni namenski server.